# Then Came You (canção)
"Then Came You" (em português:  Então Veio Você) é o single de estreia do projeto de dance-pop e freestyle T.P.E., lançado em 1991. Esse foi o único single do T.P.E. a entrar em uma parada musical, obtendo moderado sucesso na Billboard Hot 100, onde chegou a posição #91.

## Faixas
Estados Unidos 12" Single
| N.º | Título                       | Duração |  |
| 1.  | "Then Came You" (Club)       | 5:19    |  |
| 2.  | "Then Came You" (Dub)        | 5:20    |  |
| 3.  | "Then Came You" (Radio)      | 4:35    |  |
| 4.  | "Then Came You" (Bonus Beat) | 2:27    |  |

## Desempenho nas paradas musicais
| Parada musical (1991)              | Melhor posição |
| ---------------------------------- | -------------- |
| Estados Unidos - Billboard Hot 100 | 91             |